# Leopold I van Anhalt-Dessau
Leopold I (Dessau, 3 juli 1676 – aldaar, 9 april 1747) was van 1693 tot zijn dood vorst van Anhalt-Dessau en was een van de populairste Pruisische legeraanvoerders en militaire hervormers. Hij was de zoon van Johan George II van Anhalt-Dessau en Henriëtte Catharina van Nassau, dochter van Frederik Hendrik. Ter onderscheiding van zijn zoons die eveneens Pruisische generaals waren werd hij de oude Dessauer (der alte Dessauer) genoemd.
Aangezien het regeren van zijn landje hem niet genoeg eer zou brengen, trad hij al jong in dienst van andere heersers, hetgeen bovendien zeer goed was voor zijn financiële situatie. In de jaren 1695-1697 nam hij deel aan een veldtocht in de Nederlanden] en in de Spaanse Successieoorlog leidde hij het Pruisische korps van het keizerlijke leger. In 1715 blonk hij uit als opperbevelhebber in het veroveren van Rügen op Zweden. Zijn belangrijkste overwinning was die van de Slag bij Kesselsdorf in december 1745 die een einde maakte aan de Tweede Silezische Oorlog. Hij was een vertrouweling van de Soldatenkoning Frederik Willem I van Pruisen.
Leopold was zeer populair en zijn huwelijk - tegen de wil van zijn moeder - met zijn jeugdliefde, de niet-adellijke apothekersdochter Anna Louise ("Anneliese") Föhse (1677 - 1754) droeg hier zeker aan bij. Het was hem gelukt voor het huwelijk toestemming te krijgen van zijn adellijke verwanten en zo zijn recht op de troon niet kwijt te raken. In 1701 werd Anna Louise door keizer Leopold I tot prinses verheven. De financiële ondersteuning die hij van de prins kreeg heeft hier ongetwijfeld aan bijgedragen.
In de eerste jaren van zijn regering continueerde Leopold het beleid van zijn ouders. Hij boorde nieuwe financiële bronnen aan door belastinghervormingen en bevorderde de vestiging van nieuwe handwerkslieden in zijn land. Verder legde hij grote gebieden droog en verbouwde Dessau vanaf 1711 met stervormige kruispunten en loodrechte straten. Ook werden vaste bruggen over de Elbe en de Saale gebouwd.
Original grenzland sextett Polka vertaalde aan het einde van de 00's de trompetsong waarbij Leopold I menig veldslagen heeft overwonnen. Er is een dans ontstaan op deze vertaling waarbij er in het tussenstuk met een grote menigte door de knieën wordt gegaan en wanneer de overige instrumenten dan hun intrede maken wordt er uitbundig gesprongen, gejuicht en gejoeld. Er zijn sterke aanwijzingen dat deze dans is ontstaan in de Avanceur in Maastricht maar dit kan niet worden bevestigd. 

## Kinderen
Uit zijn huwelijk met Anna Louise Föhse:
1. Wilhelm Gustav (1699-1737), voorvader van de graven van Anhalt, Pruisisch luitenant-generaal
2. Leopold Maximilian (1700-1751), Pruisisch veldmaarschalk, volgde zijn vader op in 1747 als Leopold II
3. Dietrich (1702-1769), Pruisische veldmaarschalk
4. Friedrich Heinrich Eugen (1705-1781), Pruisisch majoor-generaal, Saksische veldmaarschalk
5. Henriette Marie Louise (1707-1707), leefde vijf dagen
6. Louise (1709-1732) - gehuwd met prins Victor Friedrich of Anhalt-Bernburg (1700-1765)
7. Moritz (1712-1760), Pruisisch veldmaarschalk
8. Anna Wilhelmine (1715-1780), bleef ongehuwd en kinderloos, bouwde Schloss und Park Mosigkau
9. Leopoldine Marie (1716-1782) - gehuwd met markgraaf Friedrich Heinrich von Brandenburg-Schwedt (1709-1788)
10. Henriette Amalie (1720-1793), woonde bijna 40 jaar in Bockenheim bij Frankfurt, bouwde kleine kastelen in Bockenheim en Kreuznach, stierf te Dessau

En twee onwettig zoons met Sophie Eleonore (1710-1779):
1. Georg Heinrich von Berenhorst (1733-1814)
2. Karl Franz von Berenhorst (1735-1804)

Leopold I werd opgevolgd door zijn zoon Leopold II Maximiliaan.

## Trivia
Karl May schreef in de jaren 1875-1883 op basis van de verhalen die over Leopold I de ronde deden, negen novellen, die in 1921 door Karl-May-Verlag werden gebundeld in het boek Der alte Dessauer (Band 42 van de Gesammelte Werke).